# Língua curda
A língua curda ou curdo (no original: کوردی, Kurdî) é o idioma indo-europeu falado por cerca de 25 milhões de curdos, povo que habita a região geocultural do Curdistão, que inclui partes do Irã, Iraque, Síria e Turquia.
O curdo pertence ao subgrupo noroeste das línguas iranianas, que por sua vez pertencem ao ramo indo-iraniano da família linguística indo-europeia. Os idiomas mais próximos do curdo são o zazaqui, o balúchi e o gilaki, todos também pertencentes ao ramo noroeste das línguas iranianas. O persa também é aparentado ao curdo, embora pertença ao ramo sudoeste destes idiomas.
Apesar do número expressivo de falantes, o uso da língua sofre diversas ameaças, tendo sido até mesmo proibido na Síria. Na Turquia, sabe-se de casos em que pessoas foram punidas por utilizar caracteres da escrita curda.

## História
O curdo é originado da mesma língua iraniana da qual derivou o persa médio. Uma das hipóteses é que ele tenha sido influenciado pela língua meda, ou língua dos medos, antigo povo que entre 800 a.C. e 300 a.C conquistou toda a área do atual Curdistão.
Todavia, não existem registros escritos da língua curda antes da islamização da região, no século VII. O Meshaf Resh, texto sagrado do yazidismo, uma antiga religião curda, escrito em uma forma arcaica de curdo setentrional, representa o texto mais antigo em curdo que se tem notícia.
Atualmente, não existe uma única e verdadeira língua curda, mas sim variedades de "curdo" que evoluíram paralelamente no norte, centro e sul do Curdistão, formando uma macrolíngua.

## Distribuição geográfica
O curdo é falado principalmente no Oriente Médio. Além dos quatro países que formam a região histórica do Curdistão, há também grandes comunidades curdas no Líbano, Armênia, Geórgia, e em países da Europa Ocidental, como o Reino Unido e a Alemanha, além do Canadá e Estados Unidos.

### Língua oficial
O curdo é uma das línguas oficiais do Iraque. Na região do Curdistão iraquiano, é a língua oficial do governo e dos meios de comunicação. As duas principais formas do curdo, o sorâni e o curmânji, são ensinadas nas escolas e faladas ou compreendidas por quase toda a população.
Na Armênia, o curdo é reconhecido como uma língua minoritária, podendo ser estudado em escolas e universidades.
No Síria, o curdo é falado nas províncias do norte, na região de facto autônoma de Rojava. O curmânji, antes banido, é atualmente ensinado em escolas primárias e secundárias, com o status de língua regional oficial.
No Irã, apenas o ensino privado é reconhecido. No entanto, por conta de iniciativas culturais de escritores e editoras, cidades curdas têm dado grandes passos em publicar literatura em curdo. A cidade de Quermanxá tem se tornado o centro dos esforços de revitalização da língua. Na cidade de Sanandaj, o ensino público é oferecido na Universidade do Curdistão (província).
No Turquia, a língua é falada por milhões curdos no leste do país, embora não seja reconhecida oficialmente. Em países da Europa, onde há uma grande quantidade de imigrantes curdos, o idioma é ensinado em diversas associações. Na Alemanha, país que abriga mais de um milhão de curdos, o idioma será, a partir de 2026, estudado em nível universitário.

### Dialetos
Há três dialetos importantes na língua curda, relacionados com sua distribuição geográfica:
- O dialeto curmânji ou curdo setentrional - falado principalmente pelos curdos na Turquia e na Síria;
- O dialeto sorâni ou curdo central - falado principalmente no Curdistão iraquiano;
- O dialeto pehlewani ou curdo meridional - falado principalmente no oeste do Irã.

Dentro destes dialetos, há diversos subdialetos, tais como o badînî, o quermanxani, o quelúri, o feili e o laki, formando um continuum dialetal de norte a sul.

## Características
O curdo setentrional apresenta o sistema de caso gramatical do tipo ergativo, sendo considerado em tipologia linguística uma língua ergativa-absolutiva.

### Ortografia
Por questões políticas, o uso do curdo não é unificado, refletindo-se até mesmo na sua forma escrita. Assim, existem duas ortografias para o idioma: em alfabeto latino e em alfabeto persa.
No Iraque e no Irã, utiliza-se o alfabeto persa. Já na Turquia, na Síria e na Armênia, é usado o alfabeto latino, com as 26 letras do alfabeto básico latino ISO mais 5 diacríticos, totalizando 31 letras.
Em regiões curdas pertencentes a áreas da antiga União Soviética, o idioma é escrito com caracteres cirílicos.

### Comparação com outros idiomas
Comparação do vocabulário curdo básico com o de outras línguas indo-europeias modernas:
| Inglês      | Russo                | Curdo        | Português            |
| ----------- | -------------------- | ------------ | -------------------- |
| Brother     | Брат (brat)          | Bra          | Irmão                |
| Daughter    | Дочь (doch)          | Dot          | Filha                |
| Wife        | жена (zhena)         | Jin          | Esposa               |
| To be       | Буть (byť)           | Bûn          | Ser                  |
| Me          | Мне (mñe)            | Min          | Mim                  |
| You         | Ты (ty)              | Tu           | Tu                   |
| To know     | Знать (znať)         | Zanîn        | Saber                |
| You         | Тебя (ťebja)         | Te           | Ti                   |
| Without you | Без тебя (bez ťebja) | Bê te        | Sem ti               |
| You         | Вы (vy)              | Win (Wyn)    | Vós                  |
| We          | Мы (my)              | Em/Me        | Nós                  |
| To give     | Дать (dať)           | Dan          | Dar                  |
| Gave me     | Дал мне (dal mñe)    | Da min       | Dá-me                |
| To take     | Брать (brať)         | Birin        | Tomar                |
| To die      | Умереть (umereť)     | Mirin        | Morrer               |
| Thanks      | Спасибо (spasibo)    | Spas         | Obrigado             |
| Tree        | Дерево (derevo)      | Dar          | Árvore               |
| Door        | Дверь (dveŕ)         | Derî         | Porta                |
| Fog         | Туман (tuman)        | Dûman        | Neblina              |
| What        | Что/Чё (chto/cho)    | Çi (che)     | Quê                  |
| Who         | Кто (kto)            | Kî           | Quem                 |
| Mouse       | Мышка (myshka)       | Mişk (Myshk) | Camundongo (Murídeo) |
| New         | Новый (novyj)        | Nû/New       | Novo                 |
| Again       | Снова (snova)        | Jinuva       | De novo              |
| Life        | Жизнь (zhizñ)        | Jîn          | Vida                 |
| To live     | Жить (zhiť)          | Jiyan        | Viver                |